# Lưu Tri Kỷ
Lưu Tri Kỷ (chữ Hán: 劉知幾; 661 - 721) là nhà sử học Trung Quốc, tác giả cuốn Sử thông thời Đường.

## Thân thế
Lưu Tri Kỷ tự là Tử Huyền, người Bành Thành. Cha ông là Lưu Tàng Khí làm quan Thị ngự sử phụ trách việc giám sát bách quan thời Đường Cao Tông. Lưu Tàng Khí có ba người con trai, Lưu Tri Kỷ là con thứ 3.

## Thời trẻ
Anh em Lưu Tri Kỷ được cha dạy dỗ từ nhỏ. Lên 10 tuổi, ông được cha cho đọc sách Thượng Thư. Vì Thượng thư khó học, Lưu Tri Kỷ học không tốt nên thường bị cha đánh mắng.
Một hôm Lưu Tri Kỷ thấy cha giảng Tả Truyện cho các anh nghe, bèn bỏ đọc Thượng thư xuống nghe lỏm, rất thích thú. Được một thời gian, Lưu Tri Kỷ có thể thuật lại lời cha giảng cho các anh nghe. Lưu Tàng Khí biết chuyện bèn mang sách Tả truyện ra giảng cho Tri Kỷ. Chỉ trong vòng 1 năm, Tri Kỷ đã học xong sách Tả truyện.
Ông cho rằng những sự kiện trong Tả truyện vẫn chưa tìm hiểu được, xin cha cho đọc thêm Sử ký, Hán thư và Tam quốc chí. Đọc các sách này xong, Tri Kỷ vẫn cảm thấy không thỏa mãn, ông tiếp tục đọc nhiều tạp sử. Đến năm 17 tuổi, ông đã đọc hầu hết các sách sử từ thời nhà Hán đến thời nhà Đường.
Dù còn ít tuổi, Lưu Tri Kỷ đã có chủ kiến rõ ràng. Ông không sùng bái bất cứ sách nào mà dám mạnh dạn nêu ý kiến của mình. Ông cho rằng:
Hán Thư của Ban Cố đã viết về lịch sử một thời Tây Hán thì không nên có mục "Cổ kim nhân biểu", Hậu Hán thư của Tạ Thừa không nên để Lưu Huyền - một tướng lĩnh khởi nghĩa thành một bản kỷ

## Làm quan
Do Lưu Tàng Khí rất giỏi về từ chương, Lưu Tri Kỷ cùng anh là Lưu Tri Nhu được cha truyền đạt tận tình phương pháp học tập theo yêu cầu của con đường khoa cử. Cả hai anh em ông đều nổi tiếng về từ chương.
Năm 680, Lưu Tri Kỷ đỗ tiến sĩ, được nhận chức Chủ bạ ở huyện Hoạch Gia lúc ông 20 tuổi.
Lưu Tri Kỷ từng dành thời gian đến kinh thành Trường An và đông đô Lạc Dương mượn sách sử khắp nơi, từ cơ sở của triều đình đến chỗ tư nhân để đọc. Đó là quá trình ông tích lũy được nhiều kiến thức về lịch sử.
Thời Lưu Tri Kỷ làm quan chính là thời nữ hoàng Võ Tắc Thiên cai trị. Ông nhiều lần dâng sớ can ngăn các chính sách của Võ Tắc Thiên, dù được nữ hoàng khen ngợi là chính trực nhưng không áp dụng.
Do tính tình ông quá thẳng thắn và nóng nảy nên hay mất lòng quan trên. Vì vậy suốt 19 năm ông không được thăng chức.
Năm 699, Lưu Tri Kỷ được điều về Trường An làm Định vương phủ thương tào (phụ trách cung ứng hậu cần phủ Định vương) và tham gia biên soạn công trình "Tam giáo châu anh". Được 3 năm soạn sách, ông được thăng làm Trước tác Tả lang (phụ trách biên soạn bia văn, văn tế…) kiêm Tu quốc sử; không lâu sau lại thăng lên chức Tả sử phụ trách việc ghi chép lời nói việc làm của hoàng đế, sau mỗi quý thì giao lại cho sử quan làm căn cứ soạn sử.
Ông lần lượt tham gia biên soạn chú thích các công trình sử sách nhà Đường. Năm 708, ông được điều sang nhậm chức Mật thư chiếu giám, quản lý việc biên soạn sách sử cho triều đình. Do các quan viết sử thời kỳ này không thể tự ý biên soạn mà luôn phải xin ý kiến nên Lưu Tri Kỷ cảm thấy bị đè nén. Ông bất mãn và cáo quan về quê, tự soạn bộ Sử thông nổi tiếng để lại cho đời sau.
Năm 710, Sử thông hoàn thành, danh tiếng của ông càng nổi. Ông lại được mời ra làm quan, thăng chức Thái tử tả thứ tử kiêm Sùng văn quán đại học sĩ, tước Ngân thanh quang lộc đại phu.
Đường Huyền Tông lên ngôi (712), ông được phong làm Tán kị thường thị.
Năm 721, Lưu Tri Kỷ qua đời, thọ 61 tuổi.

## Tác phẩm
Sử thông là tác phẩm nổi tiếng nhất của Lưu Tri Kỷ. Trong tác phẩm này, Lưu Tri Kỷ đã có những tư tưởng đột phá trong thời phong kiến cổ đại Trung Quốc: phản đối thuyết túc mệnh luận của lịch sử, cho rằng bất cứ Triều đại nào hưng thịnh hay suy vong đều do chính bản thân mình chứ không phải do trời quyết định; phản đối quan điểm lấy thành bại luận anh hùng; phản đối tư tưởng Đại Hán coi Trung Quốc là trung tâm thiên hạ còn các dân tộc xung quanh chỉ là man di mọi rợ.
Ngoài Sử thông nổi tiếng, Lưu Tri Kỷ còn tham gia soạn cách công trình:
- Đường thư: 80 quyển
- Cao Tông thực lục: 20 quyển
- Tắc Thiên hoàng hậu thực lục: 30 quyển